# 馬里奧·大衛朵夫斯基
馬里奧·大衛朵夫斯基（Mario Davidovsky，1934年3月4日—2019年8月23日）是一位阿根廷裔美國作曲家，代表作為《同步》（Synchronisms）系列。

## 生平
他出生於布宜諾斯艾利斯省的小鎮梅達諾斯（Médanos），1958年到美國伯克郡音樂中心（Berkshire Music Center，今唐格爾伍德音樂中心）學習，師從阿隆·科普兰。同時，他結識了米尔顿·巴比特，後者可能對他於電子音樂的愛好有所啟發。次年，他進入哥倫比亞-普林斯頓電子音樂中心（Columbia-Princeton Electronic Music Center）工作，後成為該中心的主任。之後，他主要在美國活動，曾是哥倫比亞大學、哈佛大學音樂教授，也曾在密歇根大學、曼哈頓音樂學院、耶魯大學、紐約市立學院和新学院大学曼尼斯音乐学院教書。
他在1971年憑藉《同步》第六号（Synchronisms No.6）獲得普利策音樂獎，1960年和1971年兩度獲得古根海姆学者奖，1982年成為美国艺术暨文学学会成員。